# 川崎市立下河原小学校
川崎市立下河原小学校（かわさきしりつ しもがわらしょうがっこう）は、神奈川県川崎市中原区上平間にある市立小学校。

## 概要
- 本校は、平間小学校と古市場小学校の一部学区を分離して開校した。

## 沿革
- 1959年（昭和34年） - 平間小学校と古市場小学校から分離して下河原小学校が開校。
- 1961年（昭和36年） - 校歌が作られる。
- 1968年（昭和43年） - プレハブ校舎ができる。
- 1970年（昭和45年） - 旧体育館ができる。
- 1974年（昭和49年） - 新田小学校との交流開始。
- 1975年（昭和50年） - 校舎増築。
- 1978年（昭和53年） - 校舎増築。
- 1991年（平成3年） - 現校舎完成。
- 1992年（平成4年） - 校庭の改修工事を行う。
- 2009年（平成21年） - ホームページ開設。同年、50周年記念式典挙行。
- 2019年（令和元年） - 60周年記念式典挙行。

## 学区
出典
- 中原区上平間（431番～1151番・幸区役所管轄）
- 幸区古市場2丁目

## 進学先中学校
出典
公立中学校に進学する場合
- 川崎市立平間中学校

## 教育目標
- やさしく たくましく
  - よく考え進んで学ぶ子
  - 素直で思いやりのある子
  - しなやかにやりぬく子
  - 明るく丈夫な子
- 思いやり たくましさをもって 何かでキラリ 下河原

## 学校周辺
- 南武沿線道路
- 川崎市老人福祉施設事業協会特別養護老人ホームひらまの里 - 川崎市道を挟んで、敷地が隣接。
- 多摩川緑地
- 多摩川
- 学校法人明成学園平間幼稚園 - 進学前幼稚園のひとつ
- 川崎市立平間中学校

## アクセス
- 川崎市営バス、「上平間」バス停下車後、徒歩265m・約4分～約380m・約6分（標柱番号により、距離・所要時間が変わる）。
  - 発着・通過系統は、「杉40」・「川04」・「川73」・「川66」・「川71」・「川74」・「川75」・「川81」・「川83」の各系統。